# Timo Scheider

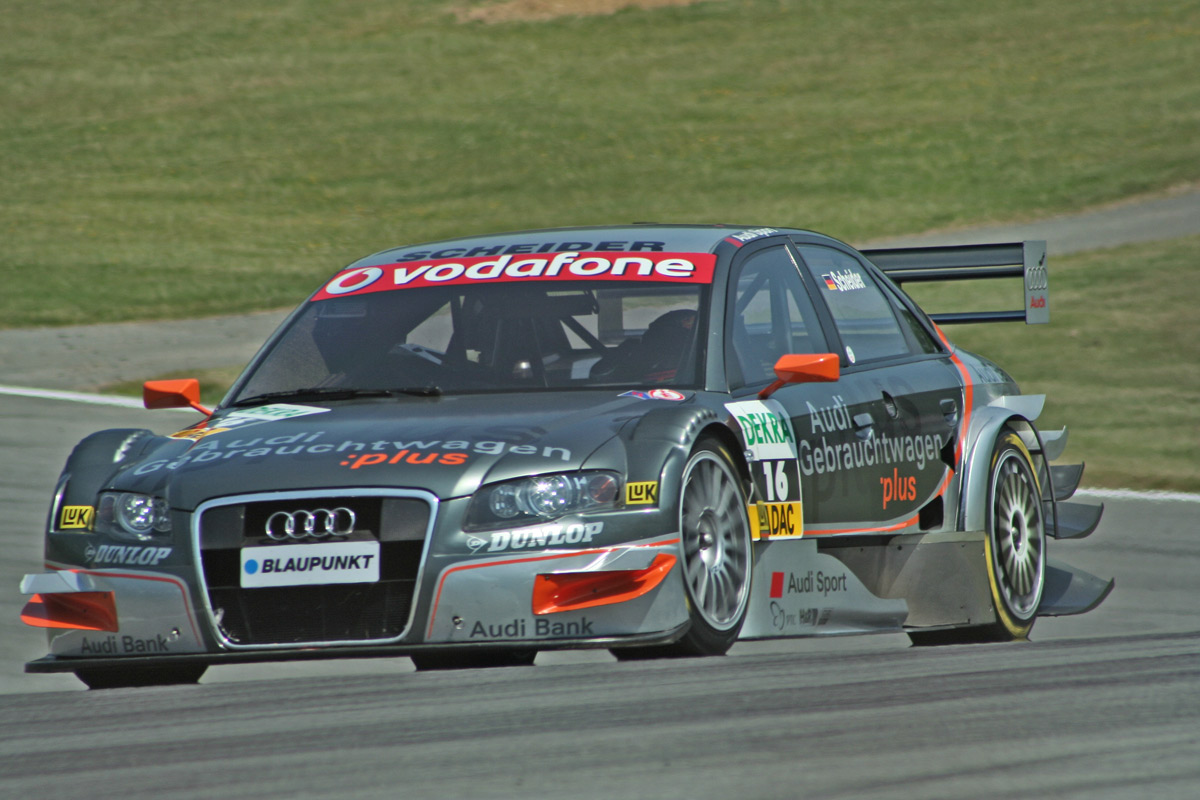
Timo Scheider w serii DTM w sezonie 2006

Timo Scheider (ur. 10 listopada 1978 w Lahnstein) – niemiecki kierowca wyścigowy, obecnie kierowca zespołu Audi w serii Deutsche Tourenwagen Masters. Mistrz tej serii wyścigowej w latach 2008-2009.

## Przebieg kariery

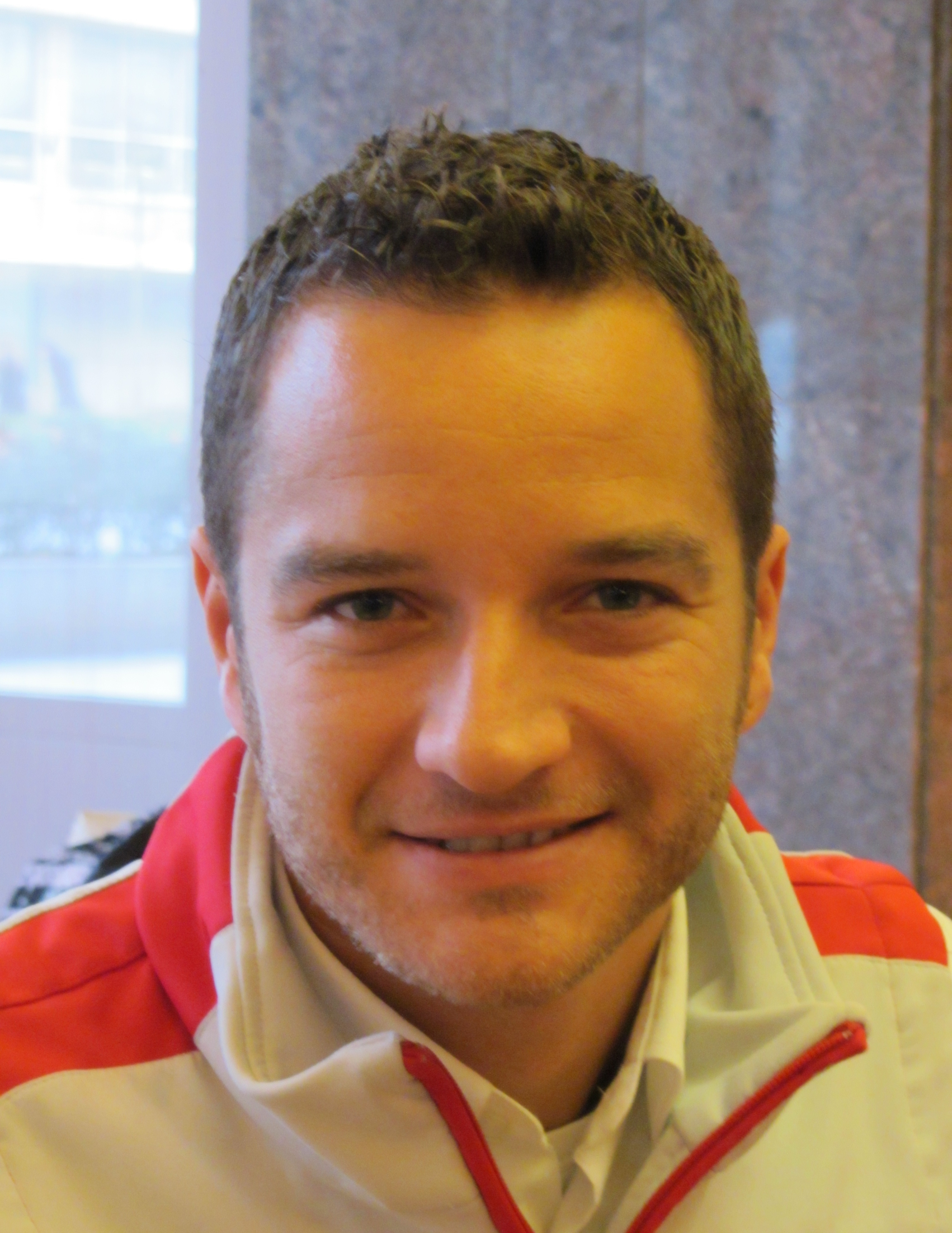
Timo Scheider w 2011

Timo Scheider karierę zawodniczą rozpoczął w wyścigach kartingowych w 1989 roku. W 1992 roku zwyciężył w serii Kerpen Winter Cup, a w kolejnym zajął 7. miejsce w German Junior Kart NRW-Cup. W sezonie 1994 zdobył tytuł mistrza tej serii kartingowej, po czym przeniósł się do niemieckiej Formuły Renault 1800, w której zwyciężył w debiutanckim sezonie. W 1996 startował w Formule Renault 2000, gdzie zajął 4. miejsce. W kolejnych trzech latach jeździł w niemieckiej Formule 3. W pierwszym sezonie, dzięki odniesieniu trzech zwycięstw zdobył tytuł wicemistrza, jednak w kolejnych latach zdołał zająć jedynie 8. i 6. miejsce w klasyfikacji, co definitywnie zakończyło jego karierę w wyścigach samochodów o otwartym nadwoziu.

### DTM
W sezonie 2000 przeniósł się do reaktywowanej serii Deutsche Tourenwagen Masters, gdzie reprezentował barwy zespołu Opel-Team Holzer za kierownicą Opla Astry V8 Coupé. W debiutanckim sezonie zajął 12. miejsce w klasyfikacji, a w następnym roku 19. W kolejnych dwóch latach zajmował 8. miejsce, a w sezonie 2004, po zmianie samochodu na Opla Vectrę GTS V8, ponownie był ósmy.
W latach 2003–2004 dwukrotnie startował w 24-godzinnym wyścigu na torze Nürburgring, w którym zwyciężył w 2003 (jego partnerami byli Manuel Reuter oraz Marcel Tiemann). W 2004 roku zajął 10. lokatę.

### FIA GT
W sezonie 2005 Timo przeszedł do serii FIA GT, gdzie startował w Maserati MC12 w barwach zespołu Vitaphone Racing. Wraz z partnerem, Michaelem Bartelsem, zwyciężyli w dwóch wyścigach (na torze Istanbul Park oraz w 24-godzinnym na torze Spa-Francorchamps, gdzie ich trzecim partnerem był Eric van de Poele), a w klasyfikacji generalnej mistrzostw zajęli 2. miejsce ze stratą zaledwie jednego punktu do zwycięzcy. W 2006 roku, już po powrocie do DTM, Scheider wystąpił ponownie w 24-godzinnym wyścigu na torze Spa jako trzeci kierowca zespołu AF Corse (partnerami byli Mika Salo i Rui Águas). W samochodzie Ferrari F430 GT2 zwyciężyli w klasie GT2, a w ogólnej klasyfikacji wyścigu zajęli 6. miejsce.
Na przełomie lat 2005 i 2006 ścigał się w serii A1 Grand Prix jako kierowca zespołu Niemiec (A1 Team Germany). Wystąpił w siedmiu rundach, a w pozostałych czterech zastępowali go Adrian Sutil oraz przyrodni brat Michaela i Ralfa Schumacherów, Sebastian Stahl. Jego największym sukcesem było zajęcie 2. miejsca na torze Laguna Seca. W klasyfikacji końcowej zespół zajął 15. miejsce.

### Powrót do DTM
W sezonie 2006 Timo powrócił do serii DTM, ścigając się w jednorocznym Audi A4 w zespole Audi Sport Team Rosberg. W kolejnym sezonie został partnerem Toma Kristensena w zespole Audi Sport Team Abt. Podczas 7. rundy sezonu na torze Zandvoort zdobył swoje drugie w karierze w DTM pole position (na tym samym torze zdobył również swoje pierwsze pole position w 2003 roku), a w klasyfikacji końcowej sezonu zajął 7. miejsce.
Sezon 2008 rozpoczął od zdobycia pole position w trzech pierwszych wyścigach, a w drugim wyścigu sezonu na torze Motorsport Arena Oschersleben odniósł swoje pierwsze zwycięstwo w DTM (był to jego 77. występ w tej serii wyścigowej). Po tej wygranej objął prowadzenie w klasyfikacji generalnej, którego nie stracił do końca mistrzostw. Przed finałowym wyścigiem sezonu na torze Hockenheim jego przewaga nad drugim w tabeli Paulem di Restą spadła do dwóch punktów, jednak zwycięstwo w tym wyścigu pozwoliło mu na utrzymanie się na pozycji lidera i zdobycie tytułu mistrza DTM.
Sezon 2009 był dla kierowcy Audi kolejnym tytułem mistrza DTM. Niemiec wygrał dwa wyścigi i mimo dyskwalifikacji na wyścigu w Zandvoort uzyskał całkiem sporą jak na te okoliczności przewagę pięciu punktów.
Sezon 2010 nie był już aż tak dobry. Scheider zajął czwarte miejsce w klasyfikacji generalnej wygrywając jeden wyścig. Szczególnie słaba była dla niego pierwsza połowa sezonu, gdy ani razu nie stanął na podium. W konsekwencji szybko utracił szansę na trzecie mistrzostwo z rzędu.
W 2011 roku Scheider nie zdołał już wygrać żadnego wyścigu, plasując się raz na drugim stopniu podium. Jednak miejsca punktowane w pozostałych wyścigach pozwoliły mu ponownie ukończyć sezon na czwartym miejscu.
Kolejne lata startów również kończyły się dla Niemca bez sukcesów. W 2012 roku uzbierane 37 punktów dało mu dziesiąte miejsce w końcowej klasyfikacji kierowców. Rok później zakończył sezon na trzynastej pozycji. W sezonie 2014 stanął na trzecim stopniu w wyścigu na torze EuroSpeedway Lausitz. Uzbierał łącznie 44 punkty, co mu zapewniło dziesiąte miejsce w klasyfikacji generalnej.